# Interlands Zweeds voetbalelftal 1920-1929
Deze pagina toont een chronologisch en gedetailleerd overzicht van de interlands die het Zweeds voetbalelftal heeft gespeeld in de periode 1920 – 1929.

## Interlands

### 1920
|                                                                    |                                          |       |         |                                                                                   |
| 30 mei Vriendschappelijk № 56 «onderlinge duels» 14:00 uur (UTC+1) | Zweden                                   | 4 – 0 | Finland | Olympisch Stadion, Stockholm Toeschouwers: 10.000 Scheidsrechter: Paul Putz (BEL) |
| 30 mei Vriendschappelijk № 56 «onderlinge duels» 14:00 uur (UTC+1) | Albin Dahl 38', 69' Karl Krantz 75', 76' |       |         | Olympisch Stadion, Stockholm Toeschouwers: 10.000 Scheidsrechter: Paul Putz (BEL) |

|                                                                    |        |                       |             |                                                                                       |
| 6 juni Vriendschappelijk № 57 «onderlinge duels» 18:00 uur (UTC+1) | Zweden | 0 – 1                 | Zwitserland | Olympisch Stadion, Stockholm Toeschouwers: 12.000 Scheidsrechter: Willem Eymers (NED) |
| 6 juni Vriendschappelijk № 57 «onderlinge duels» 18:00 uur (UTC+1) |        | 82' Frédéric Martenet |             | Olympisch Stadion, Stockholm Toeschouwers: 12.000 Scheidsrechter: Willem Eymers (NED) |

|                                                                     |           |                                                            |        |                                                                                 |
| 27 juni Vriendschappelijk № 58 «onderlinge duels» 13:00 uur (UTC+1) | Noorwegen | 0 – 3                                                      | Zweden | Gressbanen, Oslo Toeschouwers: 14.000 Scheidsrechter: Hagbard Vestergaard (DEN) |
| 27 juni Vriendschappelijk № 58 «onderlinge duels» 13:00 uur (UTC+1) |           | 10' Sune Andersson 22' Karl Bergström 65' Herbert Carlsson |        | Gressbanen, Oslo Toeschouwers: 14.000 Scheidsrechter: Hagbard Vestergaard (DEN) |

| Olympische Spelen 1920 |
| ---------------------- |

|                                                                                      |                                                                                                   |       |                  |                                                                                        |
| 28 augustus Olympische Spelen Eerste ronde № 59 «onderlinge duels» 17:30 uur (UTC+1) | Zweden                                                                                            | 9 – 0 | Groot-Brittannië | Olympisch Stadion, Antwerpen Toeschouwers: 5.000 Scheidsrechter: Charles Barette (BEL) |
| 28 augustus Olympische Spelen Eerste ronde № 59 «onderlinge duels» 17:30 uur (UTC+1) | Albert Olsson 4', 79' Herbert Carlsson 15', 20', 21', 51', 85' Ragnar Wicksell 25' Albin Dahl 31' |       |                  | Olympisch Stadion, Antwerpen Toeschouwers: 5.000 Scheidsrechter: Charles Barette (BEL) |

|                                                                                     |                                                                        |       |                                                            |                                                                                    |
| 29 augustus Olympische Spelen Kwartfinale № 60 «onderlinge duels» 10:00 uur (UTC+1) | Nederland                                                              | 5 – 4 | Zweden                                                     | Olympisch Stadion, Antwerpen Toeschouwers: 3.000 Scheidsrechter: Josef Fanta (TCH) |
| 29 augustus Olympische Spelen Kwartfinale № 60 «onderlinge duels» 10:00 uur (UTC+1) | Ber Groosjohan 11', 49' Jaap Bulder 69', 86' (pen.) Jan de Natris 112' |       | 16', 30' Herbert Carlsson 17' Albert Olsson 61' Albin Dahl | Olympisch Stadion, Antwerpen Toeschouwers: 3.000 Scheidsrechter: Josef Fanta (TCH) |

|                                                                                        |                                                 |       |                |                                                                                       |
| 1 september Olympische Spelen Troosttoernooi № 61 «onderlinge duels» 15:30 uur (UTC+1) | Spanje                                          | 2 – 1 | Zweden         | Olympisch Stadion, Antwerpen Toeschouwers: 3.000 Scheidsrechter: Giovanni Mauro (ITA) |
| 1 september Olympische Spelen Troosttoernooi № 61 «onderlinge duels» 15:30 uur (UTC+1) | José María Belauste 51' Domingo Gómez Acedo 53' |       | 28' Albin Dahl | Olympisch Stadion, Antwerpen Toeschouwers: 3.000 Scheidsrechter: Giovanni Mauro (ITA) |

|  |  |  |  |  |  |  |  |  |

|                                                                             |                |       |        |                                                                                         |
| 19 september Vriendschappelijk № 62 «onderlinge duels» 14:00 uur (UTC+1:40) | Finland        | 1 – 0 | Zweden | Töölön Pallokenttä, Helsinki Toeschouwers: 4.500 Scheidsrechter: Thorvald Johnson (NOR) |
| 19 september Vriendschappelijk № 62 «onderlinge duels» 14:00 uur (UTC+1:40) | Jarl Öhman 36' |       |        | Töölön Pallokenttä, Helsinki Toeschouwers: 4.500 Scheidsrechter: Thorvald Johnson (NOR) |

|                                                                          |        |       |           |                                                                                     |
| 26 september Vriendschappelijk № 63 «onderlinge duels» 14:00 uur (UTC+1) | Zweden | 0 – 0 | Noorwegen | Olympisch Stadion, Stockholm Toeschouwers: 16.000 Scheidsrechter: Willem Boas (NED) |
| 26 september Vriendschappelijk № 63 «onderlinge duels» 14:00 uur (UTC+1) |        |       |           | Olympisch Stadion, Stockholm Toeschouwers: 16.000 Scheidsrechter: Willem Boas (NED) |

|                                                                        |        |                                    |            |                                                                                     |
| 10 oktober Vriendschappelijk № 64 «onderlinge duels» 14:00 uur (UTC+1) | Zweden | 0 – 2                              | Denemarken | Olympisch Stadion, Stockholm Toeschouwers: 12.000 Scheidsrechter: Willem Boas (NED) |
| 10 oktober Vriendschappelijk № 64 «onderlinge duels» 14:00 uur (UTC+1) |        | 19' Harry Hansen 41' Michael Rohde |            | Olympisch Stadion, Stockholm Toeschouwers: 12.000 Scheidsrechter: Willem Boas (NED) |

### 1921
|                                                                      |                         |       |                                       |                                                                               |
| 26 maart Vriendschappelijk № 65 «onderlinge duels» 15:30 uur (UTC+1) | Oostenrijk              | 2 – 2 | Zweden                                | Simmeringer Had, Wenen Toeschouwers: 35.000 Scheidsrechter: Willem Boas (NED) |
| 26 maart Vriendschappelijk № 65 «onderlinge duels» 15:30 uur (UTC+1) | Richard Kuthan 43', 86' |       | 5' Viktor Horndahl 88' Erik Andersson | Simmeringer Had, Wenen Toeschouwers: 35.000 Scheidsrechter: Willem Boas (NED) |

|                                                                    |        |                                         |         |                                                                                          |
| 29 mei Vriendschappelijk № 66 «onderlinge duels» 13:30 uur (UTC+1) | Zweden | 0 – 3                                   | Finland | Olympisch Stadion, Stockholm Toeschouwers: 12.000 Scheidsrechter: Lauritz Andersen (DEN) |
| 29 mei Vriendschappelijk № 66 «onderlinge duels» 13:30 uur (UTC+1) |        | 10' Gunnar Öhman 28', 89' Hjalmar Kelin |         | Olympisch Stadion, Stockholm Toeschouwers: 12.000 Scheidsrechter: Lauritz Andersen (DEN) |

|                                                                     |                                                           |       |                 |                                                                           |
| 19 juni Vriendschappelijk № 67 «onderlinge duels» 12:30 uur (UTC+1) | Noorwegen                                                 | 3 – 1 | Zweden          | Gressbanen, Oslo Toeschouwers: 15.000 Scheidsrechter: Jack Howcroft (ENG) |
| 19 juni Vriendschappelijk № 67 «onderlinge duels» 12:30 uur (UTC+1) | Einar Gundersen 44' Harald Strøm 48' Fridtjof Resberg 73' |       | 75' Rudolf Kock | Gressbanen, Oslo Toeschouwers: 15.000 Scheidsrechter: Jack Howcroft (ENG) |

|                                                                     |         |       |        |                                                                                          |
| 22 juli Vriendschappelijk № 68 «onderlinge duels» 19:00 uur (UTC+2) | Estland | 0 – 0 | Zweden | Tiigiveski Spordiplats, Tallinn Toeschouwers: 2.000 Scheidsrechter: Friedrich Akel (EST) |
| 22 juli Vriendschappelijk № 68 «onderlinge duels» 19:00 uur (UTC+2) |         |       |        | Tiigiveski Spordiplats, Tallinn Toeschouwers: 2.000 Scheidsrechter: Friedrich Akel (EST) |

|                                                                     |                |       |                                         |                                                                                     |
| 24 juli Vriendschappelijk № 69 «onderlinge duels» 18:00 uur (UTC+1) | Zweden         | 1 – 3 | Oostenrijk                              | Olympisch Stadion, Stockholm Toeschouwers: 18.000 Scheidsrechter: Willem Boas (NED) |
| 24 juli Vriendschappelijk № 69 «onderlinge duels» 18:00 uur (UTC+1) | Albin Dahl 44' |       | 9' Josef Uridil 17', 59' Richard Kuthan | Olympisch Stadion, Stockholm Toeschouwers: 18.000 Scheidsrechter: Willem Boas (NED) |

|                                                                          |        |                                                    |           |                                                                                          |
| 18 september Vriendschappelijk № 70 «onderlinge duels» 16:15 uur (UTC+1) | Zweden | 0 – 3                                              | Noorwegen | Olympisch Stadion, Stockholm Toeschouwers: 12.000 Scheidsrechter: Lauritz Andersen (DEN) |
| 18 september Vriendschappelijk № 70 «onderlinge duels» 16:15 uur (UTC+1) |        | 9' Einar Gundersen 19' Per Holm 44' Einar Wilhelms |           | Olympisch Stadion, Stockholm Toeschouwers: 12.000 Scheidsrechter: Lauritz Andersen (DEN) |

|                                                                       |        |       |            |                                                                                          |
| 9 oktober Vriendschappelijk № 71 «onderlinge duels» 13:30 uur (UTC+1) | Zweden | 0 – 0 | Denemarken | Olympisch Stadion, Stockholm Toeschouwers: 18.000 Scheidsrechter: Ragnvald Smedvik (NOR) |
| 9 oktober Vriendschappelijk № 71 «onderlinge duels» 13:30 uur (UTC+1) |        |       |            | Olympisch Stadion, Stockholm Toeschouwers: 18.000 Scheidsrechter: Ragnvald Smedvik (NOR) |

|                                                                        |                                              |       |                             |                                                                            |
| 6 november Vriendschappelijk № 72 «onderlinge duels» 14:30 uur (UTC+1) | Hongarije                                    | 4 – 2 | Zweden                      | Üllői Út, Boedapest Toeschouwers: 34.000 Scheidsrechter: Willem Boas (NED) |
| 6 november Vriendschappelijk № 72 «onderlinge duels» 14:30 uur (UTC+1) | György Orth 15', 49', 54' Imre Schlosser 72' |       | 70' (pen.) Herbert Carlsson | Üllői Út, Boedapest Toeschouwers: 34.000 Scheidsrechter: Willem Boas (NED) |

|                                                                         |                                     |       |                                        |                                                                                              |
| 13 november Vriendschappelijk № 73 «onderlinge duels» 14:30 uur (UTC+1) | Tsjecho-Slowakije                   | 2 – 2 | Zweden                                 | Stadion Sparty na Letné, Praag Toeschouwers: 10.000 Scheidsrechter: Heinrich Retschury (AUT) |
| 13 november Vriendschappelijk № 73 «onderlinge duels» 14:30 uur (UTC+1) | Antonín Janda 32' Antonín Janda 54' |       | 30' Herbert Carlsson 65' Helmer Edlund | Stadion Sparty na Letné, Praag Toeschouwers: 10.000 Scheidsrechter: Heinrich Retschury (AUT) |

### 1922
|                                                                    |                   |       |                                   |                                                                                    |
| 28 mei Vriendschappelijk № 74 «onderlinge duels» 13:30 uur (UTC+1) | Zweden            | 1 – 2 | Polen                             | Olympisch Stadion, Stockholm Toeschouwers: 16.142 Scheidsrechter: Hugo Meisl (AUT) |
| 28 mei Vriendschappelijk № 74 «onderlinge duels» 13:30 uur (UTC+1) | Olof Svedberg 56' |       | 27' Józef Klotz 74' Józef Garbień | Olympisch Stadion, Stockholm Toeschouwers: 16.142 Scheidsrechter: Hugo Meisl (AUT) |

|                                                                    |                   |       |                                             |                                                                                   |
| 5 juni Vriendschappelijk № 75 «onderlinge duels» 18:00 uur (UTC+2) | Finland           | 1 – 4 | Zweden                                      | Töölön Pallokenttä, Helsinki Toeschouwers: 5.000 Scheidsrechter: Hugo Meisl (AUT) |
| 5 juni Vriendschappelijk № 75 «onderlinge duels» 18:00 uur (UTC+2) | Helmer Edlund 47' |       | 5', 47' Helmer Edlund 10', 73' Per Kaufeldt | Töölön Pallokenttä, Helsinki Toeschouwers: 5.000 Scheidsrechter: Hugo Meisl (AUT) |

|                                                                    |                    |       |                   |                                                                                      |
| 9 juli Vriendschappelijk № 76 «onderlinge duels» 14:00 uur (UTC+1) | Zweden             | 1 – 1 | Hongarije         | Olympisch Stadion, Stockholm Toeschouwers: 14.000 Scheidsrechter: Per Andersen (NOR) |
| 9 juli Vriendschappelijk № 76 «onderlinge duels» 14:00 uur (UTC+1) | Erik Börjesson 43' |       | 77' Ferenc Hirzer | Olympisch Stadion, Stockholm Toeschouwers: 14.000 Scheidsrechter: Per Andersen (NOR) |

|                                                                         |                   |                                   |        |                                                                                          |
| 13 augustus Vriendschappelijk № 77 «onderlinge duels» 14:00 uur (UTC+1) | Tsjecho-Slowakije | 0 – 2                             | Zweden | Olympisch Stadion, Stockholm Toeschouwers: 17.000 Scheidsrechter: Lauritz Andersen (DEN) |
| 13 augustus Vriendschappelijk № 77 «onderlinge duels» 14:00 uur (UTC+1) |                   | 29' Rudolf Sloup 37' Jan Dvořáček |        | Olympisch Stadion, Stockholm Toeschouwers: 17.000 Scheidsrechter: Lauritz Andersen (DEN) |

|                                                                         |        |       |           |                                                                                      |
| 23 augustus Vriendschappelijk № 78 «onderlinge duels» 17:30 uur (UTC+1) | Zweden | 0 – 0 | Noorwegen | Olympisch Stadion, Stockholm Toeschouwers: 14.000 Scheidsrechter: Einer Ulrich (DEN) |
| 23 augustus Vriendschappelijk № 78 «onderlinge duels» 17:30 uur (UTC+1) |        |       |           | Olympisch Stadion, Stockholm Toeschouwers: 14.000 Scheidsrechter: Einer Ulrich (DEN) |

|                                                                          |           |                                                 |        |                                                                              |
| 24 september Vriendschappelijk № 79 «onderlinge duels» 12:30 uur (UTC+1) | Noorwegen | 0 – 5                                           | Zweden | Gressbanen, Oslo Toeschouwers: 15.000 Scheidsrechter: Lauritz Andersen (DEN) |
| 24 september Vriendschappelijk № 79 «onderlinge duels» 12:30 uur (UTC+1) |           | (4') Otto Malm 4', 25' Albin Dahl 30', 40', 75' |        | Gressbanen, Oslo Toeschouwers: 15.000 Scheidsrechter: Lauritz Andersen (DEN) |

|                                                                       |                  |       |                     |                                                                                             |
| 1 oktober Vriendschappelijk № 80 «onderlinge duels» 13:30 uur (UTC+1) | Denemarken       | 1 – 2 | Zweden              | Københavns Idrætspark, Kopenhagen Toeschouwers: 23.000 Scheidsrechter: Willem Eijmers (NED) |
| 1 oktober Vriendschappelijk № 80 «onderlinge duels» 13:30 uur (UTC+1) | Poul Nielsen 38' |       | 26', 58' Harry Dahl | Københavns Idrætspark, Kopenhagen Toeschouwers: 23.000 Scheidsrechter: Willem Eijmers (NED) |

### 1923
|                                                                    |                     |       |                                                             |                                                                                    |
| 21 mei Vriendschappelijk № 81 «onderlinge duels» 13:30 uur (UTC+1) | Zweden              | 2 – 4 | Engeland                                                    | Olympisch Stadion, Stockholm Toeschouwers: 12.000 Scheidsrechter: Hugo Meisl (AUT) |
| 21 mei Vriendschappelijk № 81 «onderlinge duels» 13:30 uur (UTC+1) | Harry Dahl 33', 83' |       | 22', 75' Billy Walker 25' George Thornewell 40' Jimmy Moore | Olympisch Stadion, Stockholm Toeschouwers: 12.000 Scheidsrechter: Hugo Meisl (AUT) |

|                                                                     |                                                      |       |                                          |                                                                                     |
| 10 juni Vriendschappelijk № 82 «onderlinge duels» 13:30 uur (UTC+1) | Zweden                                               | 4 – 2 | Oostenrijk                               | Slottsskogsvallen, Göteborg Toeschouwers: 9.500 Scheidsrechter: Karel Herites (TCH) |
| 10 juni Vriendschappelijk № 82 «onderlinge duels» 13:30 uur (UTC+1) | Harry Dahl 39' Gunnar Olsson 43' Albin Dahl 73', 88' |       | 40' Ferdinand Swatosch 52' Gustav Wieser | Slottsskogsvallen, Göteborg Toeschouwers: 9.500 Scheidsrechter: Karel Herites (TCH) |

|                                                                     |                                                                |       |                                                        |                                                                           |
| 20 juni Vriendschappelijk № 83 «onderlinge duels» 19:15 uur (UTC+1) | Zweden                                                         | 5 – 4 | Finland                                                | Strömvallen, Gävle Toeschouwers: 4.055 Scheidsrechter: Peco Bauwens (GER) |
| 20 juni Vriendschappelijk № 83 «onderlinge duels» 19:15 uur (UTC+1) | Sven Rydell 1' Gunnar Paulsson 31', 48', 64' Bror Carlsson 37' |       | 4' Hjalmar Kelin 20', 54' Aarne Linna 66' Verner Eklöf | Strömvallen, Gävle Toeschouwers: 4.055 Scheidsrechter: Peco Bauwens (GER) |

|                                                                     |                               |       |                       |                                                                                          |
| 29 juni Vriendschappelijk № 84 «onderlinge duels» 19:00 uur (UTC+1) | Zweden                        | 2 – 1 | Duitsland             | Olympisch Stadion, Stockholm Toeschouwers: 16.000 Scheidsrechter: Ragnvald Smedvik (NOR) |
| 29 juni Vriendschappelijk № 84 «onderlinge duels» 19:00 uur (UTC+1) | Harry Dahl 47' Albin Dahl 64' |       | 38' Leonhard Seiderer | Olympisch Stadion, Stockholm Toeschouwers: 16.000 Scheidsrechter: Ragnvald Smedvik (NOR) |

|                                                                          |                                                                |       |                                  |                                                                              |
| 16 september Vriendschappelijk № 85 «onderlinge duels» 12:30 uur (UTC+1) | Noorwegen                                                      | 2 – 3 | Zweden                           | Gressbanen, Oslo Toeschouwers: 14.000 Scheidsrechter: Lauritz Andersen (DEN) |
| 16 september Vriendschappelijk № 85 «onderlinge duels» 12:30 uur (UTC+1) | Einar Wilhelms 28' Bertel Ulrichsen 65' (pen.) Sven Rydell 80' |       | 52' Per Kaufeldt 73' Rudolf Kock | Gressbanen, Oslo Toeschouwers: 14.000 Scheidsrechter: Lauritz Andersen (DEN) |

|                                                                        |                           |       |                                                           |                                                                                       |
| 14 oktober Vriendschappelijk № 86 «onderlinge duels» 13:30 uur (UTC+1) | Zweden                    | 1 – 3 | Denemarken                                                | Olympisch Stadion, Stockholm Toeschouwers: 18.000 Scheidsrechter: Tom Robertson (SCO) |
| 14 oktober Vriendschappelijk № 86 «onderlinge duels» 13:30 uur (UTC+1) | Harry Sundberg 81' (pen.) |       | 20' Viggo Jørgensen 27' Ernst Nilsson 87' Karl Vilhelmsen | Olympisch Stadion, Stockholm Toeschouwers: 18.000 Scheidsrechter: Tom Robertson (SCO) |

|                                                                        |                             |       |                |                                                                                |
| 28 oktober Vriendschappelijk № 87 «onderlinge duels» 15:00 uur (UTC+1) | Hongarije                   | 2 – 1 | Zweden         | Üllői út, Boedapest Toeschouwers: 35.000 Scheidsrechter: Willy Schmieger (AUT) |
| 28 oktober Vriendschappelijk № 87 «onderlinge duels» 15:00 uur (UTC+1) | József Eisenhoffer 11', 36' |       | 2' Olof Detter | Üllői út, Boedapest Toeschouwers: 35.000 Scheidsrechter: Willy Schmieger (AUT) |

|                                                                        |                              |       |                                      |                                                                                 |
| 1 november Vriendschappelijk № 88 «onderlinge duels» 14:30 uur (UTC+1) | Polen                        | 2 – 2 | Zweden                               | Stadion Cracovii, Krakau Toeschouwers: 10.000 Scheidsrechter: Imre Vértes (HUN) |
| 1 november Vriendschappelijk № 88 «onderlinge duels» 14:30 uur (UTC+1) | Wawrzyniec Staliński 7', 49' |       | 15' Harry Dahl 78' Henning Helgesson | Stadion Cracovii, Krakau Toeschouwers: 10.000 Scheidsrechter: Imre Vértes (HUN) |

### 1924
|                                                                    |                                                                 |       |                       |                                                                                     |
| 18 mei Vriendschappelijk № 89 «onderlinge duels» 14:00 uur (UTC+1) | Zweden                                                          | 5 – 1 | Polen                 | Olympisch Stadion, Stockholm Toeschouwers: 13.000 Scheidsrechter: Willem Boas (NED) |
| 18 mei Vriendschappelijk № 89 «onderlinge duels» 14:00 uur (UTC+1) | Sven Rydell 6', 61', 83' Gunnar Olsson 49' Torsten Svensson 69' |       | 57' Mieczysław Batsch | Olympisch Stadion, Stockholm Toeschouwers: 13.000 Scheidsrechter: Willem Boas (NED) |

| Olympische Spelen 1924 |
| ---------------------- |

|                                                                                   |                |       |                                                                                            |                                                                                                  |
| 29 mei Olympische Spelen Achtste finale № 90 «onderlinge duels» 16:00 uur (UTC+1) | België         | 1 – 8 | Zweden                                                                                     | Stade Olympique de Colombes, Parijs Toeschouwers: 8.532 Scheidsrechter: Heinrich Retschury (AUT) |
| 29 mei Olympische Spelen Achtste finale № 90 «onderlinge duels» 16:00 uur (UTC+1) | Rik Larnoe 66' |       | 8', 27', 77' Rudolf Kock 21', 61', 83' Sven Rydell 30' Charles Brommesson 46' Per Kaufeldt | Stade Olympique de Colombes, Parijs Toeschouwers: 8.532 Scheidsrechter: Heinrich Retschury (AUT) |

|                                                                                |        |                                                                  |        |                                                                                   |
| 1 juni Olympische Spelen Kwartfinale № 91 «onderlinge duels» 16:00 uur (UTC+1) | Egypte | 0 – 5                                                            | Zweden | Stade Pershing, Parijs Toeschouwers: 6.484 Scheidsrechter: Henri Christophe (BEL) |
| 1 juni Olympische Spelen Kwartfinale № 91 «onderlinge duels» 16:00 uur (UTC+1) |        | 5', 71' Per Kaufeldt 31', 34' Charles Brommesson 49' Sven Rydell |        | Stade Pershing, Parijs Toeschouwers: 6.484 Scheidsrechter: Henri Christophe (BEL) |

|                                                                                 |                 |       |                                   |                                                                                                |
| 5 juni Olympische Spelen Halve finale № 92 «onderlinge duels» 17:30 uur (UTC+1) | Zweden          | 1 – 2 | Zwitserland                       | Stade Olympique de Colombes, Parijs Toeschouwers: 7.448 Scheidsrechter: Mihály Iváncsics (HUN) |
| 5 juni Olympische Spelen Halve finale № 92 «onderlinge duels» 17:30 uur (UTC+1) | Rudolf Kock 41' |       | 15' Max Abegglen 77' Max Abegglen | Stade Olympique de Colombes, Parijs Toeschouwers: 7.448 Scheidsrechter: Mihály Iváncsics (HUN) |

|                                                                                   |                    |       |                  |                                                                                                  |
| 8 juni Olympische Spelen Bronzen finale № 93 «onderlinge duels» 16:00 uur (UTC+1) | Nederland          | 1 – 1 | Zweden           | Stade Olympique de Colombes, Parijs Toeschouwers: 9.915 Scheidsrechter: Heinrich Retschury (AUT) |
| 8 juni Olympische Spelen Bronzen finale № 93 «onderlinge duels» 16:00 uur (UTC+1) | André le Fèvre 77' |       | 44' Per Kaufeldt | Stade Olympique de Colombes, Parijs Toeschouwers: 9.915 Scheidsrechter: Heinrich Retschury (AUT) |

|                                                                                            |                         |       |                                          |                                                                                                |
| 9 juni Olympische Spelen Bronzen finale (replay) № 94 «onderlinge duels» 14:30 uur (UTC+1) | Nederland               | 1 – 3 | Zweden                                   | Stade Olympique de Colombes, Parijs Toeschouwers: 40.522 Scheidsrechter: Yussuf Muhammad (EGY) |
| 9 juni Olympische Spelen Bronzen finale (replay) № 94 «onderlinge duels» 14:30 uur (UTC+1) | Ok Formenoij 44' (pen.) |       | 34', 77' Sven Rydell 42' Evert Lundquist | Stade Olympique de Colombes, Parijs Toeschouwers: 40.522 Scheidsrechter: Yussuf Muhammad (EGY) |

|  |  |  |  |  |  |  |  |  |

|                                                                                |                                |       |                                       |                                                                                          |
| 15 juni Noords Kampioenschap 1924/28 № 95 «onderlinge duels» 13:00 uur (UTC+1) | Denemarken                     | 2 – 3 | Zweden                                | Københavns Idrætspark, Kopenhagen Toeschouwers: 25.000 Scheidsrechter: Noel Watson (ENG) |
| 15 juni Noords Kampioenschap 1924/28 № 95 «onderlinge duels» 13:00 uur (UTC+1) | Alf Olsen 2' Ernst Nilsson 47' |       | 59' Per Kaufeldt 71', 75' Sven Rydell | Københavns Idrætspark, Kopenhagen Toeschouwers: 25.000 Scheidsrechter: Noel Watson (ENG) |

|                                                                     |                                                |       |        |                                                                                       |
| 29 juni Vriendschappelijk № 96 «onderlinge duels» 14:00 uur (UTC+1) | Zweden                                         | 5 – 0 | Egypte | Olympisch Stadion, Stockholm Toeschouwers: 17.000 Scheidsrechter: Sophus Hansen (DEN) |
| 29 juni Vriendschappelijk № 96 «onderlinge duels» 14:00 uur (UTC+1) | Tore Keller 13' Sven Rydell 19', 21', 24', 56' |       |        | Olympisch Stadion, Stockholm Toeschouwers: 17.000 Scheidsrechter: Sophus Hansen (DEN) |

|                                                                     |                                                                                     |       |                               |                                                                                      |
| 25 juli Vriendschappelijk № 97 «onderlinge duels» 18:45 uur (UTC+1) | Zweden                                                                              | 5 – 2 | Estland                       | Olympisch Stadion, Stockholm Toeschouwers: 4.000 Scheidsrechter: Gösta Löfgren (SWE) |
| 25 juli Vriendschappelijk № 97 «onderlinge duels» 18:45 uur (UTC+1) | Algot Haglund 22' Tore Keller 40' Per Kaufeldt 49' Rudolf Kock 72' Per Kaufeldt 89' |       | 2' Oskar Üpraus 47' Hugo Väli | Olympisch Stadion, Stockholm Toeschouwers: 4.000 Scheidsrechter: Gösta Löfgren (SWE) |

|                                                                     |                                                                                   |       |                                                                                                |                                                                                       |
| 28 juli Vriendschappelijk № 98 «onderlinge duels» 19:00 uur (UTC+2) | Zweden                                                                            | 5 – 7 | Finland                                                                                        | Töölön Pallokenttä, Helsinki Toeschouwers: 3.500 Scheidsrechter: Julius Reinans (EST) |
| 28 juli Vriendschappelijk № 98 «onderlinge duels» 19:00 uur (UTC+2) | Kalle Fallström 8', 15' Verner Eklöf 25' Aulis Koponen 29' Alexander Karjagin 42' |       | 18', 89' Algot Haglund 35' (pen.), 77' (pen.), 84' (pen.) Rudolf Kock 65', 70' Bertil Karlsson | Töölön Pallokenttä, Helsinki Toeschouwers: 3.500 Scheidsrechter: Julius Reinans (EST) |

|                                                                         |                 |       |                                                                    |                                                                                   |
| 31 augustus Vriendschappelijk № 99 «onderlinge duels» 16:30 uur (UTC+1) | Duitsland       | 1 – 4 | Zweden                                                             | Grunewaldstadion, Berlijn Toeschouwers: 20.000 Scheidsrechter: Félix Herren (SUI) |
| 31 augustus Vriendschappelijk № 99 «onderlinge duels» 16:30 uur (UTC+1) | Otto Harder 28' |       | 19' Rune Wenzel 80' Otto Malm 81' Gunnar Rydberg 89' Bror Carlsson | Grunewaldstadion, Berlijn Toeschouwers: 20.000 Scheidsrechter: Félix Herren (SUI) |

|                                                                                      |                                                                |       |                  |                                                                                     |
| 21 september Noords Kampioenschap 1924/28 № 100 «onderlinge duels» 14:00 uur (UTC+1) | Zweden                                                         | 6 – 1 | Noorwegen        | Råsunda Idrottsplats, Solna Toeschouwers: 8.000 Scheidsrechter: John Langenus (BEL) |
| 21 september Noords Kampioenschap 1924/28 № 100 «onderlinge duels» 14:00 uur (UTC+1) | Tore Keller 2' Per Kaufeldt 44' (54) Sven Rydell 78', 86', 89' |       | 32' Finn Berstad | Råsunda Idrottsplats, Solna Toeschouwers: 8.000 Scheidsrechter: John Langenus (BEL) |

|                                                                         |                             |       |                     |                                                                                 |
| 9 november Vriendschappelijk № 101 «onderlinge duels» 14:00 uur (UTC+1) | Oostenrijk                  | 1 – 1 | Zweden              | Simmeringer Had, Wenen Toeschouwers: 40.000 Scheidsrechter: Marcel Slawik (FRA) |
| 9 november Vriendschappelijk № 101 «onderlinge duels» 14:00 uur (UTC+1) | Ferdinand Wesely 23' (pen.) |       | 41' Gunnar Paulsson | Simmeringer Had, Wenen Toeschouwers: 40.000 Scheidsrechter: Marcel Slawik (FRA) |

|                                                                          |                         |       |                               |                                                                                         |
| 16 november Vriendschappelijk № 102 «onderlinge duels» 14:30 uur (UTC+1) | Italië                  | 2 – 2 | Zweden                        | Campo di viale Lombardia, Milaan Toeschouwers: 25.000 Scheidsrechter: Imre Vértes (HUN) |
| 16 november Vriendschappelijk № 102 «onderlinge duels» 14:30 uur (UTC+1) | Mario Magnozzi 12', 54' |       | 2' Per Kaufeldt 32' Otto Malm | Campo di viale Lombardia, Milaan Toeschouwers: 25.000 Scheidsrechter: Imre Vértes (HUN) |

### 1925
|                                                                     |                                     |       |         |                                                                                        |
| 9 juni Vriendschappelijk № 103 «onderlinge duels» 19:15 uur (UTC+1) | Zweden                              | 4 – 0 | Finland | Slottsskogsvallen, Göteborg Toeschouwers: 7.500 Scheidsrechter: Ragnvald Smedvik (NOR) |
| 9 juni Vriendschappelijk № 103 «onderlinge duels» 19:15 uur (UTC+1) | Filip Johansson 8', 23', 72' (pen.) |       |         | Slottsskogsvallen, Göteborg Toeschouwers: 7.500 Scheidsrechter: Ragnvald Smedvik (NOR) |

|                                                                                 |        |                                   |            |                                                                                     |
| 14 juni Noords Kampioenschap 1924/28 № 104 «onderlinge duels» 14:00 uur (UTC+1) | Zweden | 0 – 2                             | Denemarken | Olympisch Stadion, Stockholm Toeschouwers: 19.000 Scheidsrechter: Noel Watson (ENG) |
| 14 juni Noords Kampioenschap 1924/28 № 104 «onderlinge duels» 14:00 uur (UTC+1) |        | 37' Einar Larsen 65' Poul Nielsen |            | Olympisch Stadion, Stockholm Toeschouwers: 19.000 Scheidsrechter: Noel Watson (ENG) |

|                                                                      |                    |       |           |                                                                                          |
| 21 juni Vriendschappelijk № 105 «onderlinge duels» 14:00 uur (UTC+1) | Zweden             | 1 – 0 | Duitsland | Olympisch Stadion, Stockholm Toeschouwers: 10.000 Scheidsrechter: Lauritz Andersen (DEN) |
| 21 juni Vriendschappelijk № 105 «onderlinge duels» 14:00 uur (UTC+1) | Filip Johansson 9' |       |           | Olympisch Stadion, Stockholm Toeschouwers: 10.000 Scheidsrechter: Lauritz Andersen (DEN) |

|                                                                     |                                 |       |                                                     |                                                                                      |
| 5 juli Vriendschappelijk № 106 «onderlinge duels» 14:00 uur (UTC+1) | Zweden                          | 2 – 4 | Oostenrijk                                          | Olympisch Stadion, Stockholm Toeschouwers: 14.000 Scheidsrechter: Peco Bauwens (GER) |
| 5 juli Vriendschappelijk № 106 «onderlinge duels» 14:00 uur (UTC+1) | Sven Rydell 64' Tore Keller 82' |       | 11', 22', 61' Johann Horvath 60' Ferdinand Swatosch | Olympisch Stadion, Stockholm Toeschouwers: 14.000 Scheidsrechter: Peco Bauwens (GER) |

|                                                                      |                                                                    |       |                        |                                                                                       |
| 12 juli Vriendschappelijk № 107 «onderlinge duels» 15:00 uur (UTC+1) | Zweden                                                             | 6 – 2 | Hongarije              | Olympisch Stadion, Stockholm Toeschouwers: 17.000 Scheidsrechter: Sophus Hansen (DEN) |
| 12 juli Vriendschappelijk № 107 «onderlinge duels» 15:00 uur (UTC+1) | Filip Johansson 3', 27', 50' Sven Rydell 19', 78' Per Kaufeldt 84' |       | 51', 71' József Takács | Olympisch Stadion, Stockholm Toeschouwers: 17.000 Scheidsrechter: Sophus Hansen (DEN) |

|                                                                                     |                                        |       |                                                                        |                                                                              |
| 23 augustus Noords Kampioenschap 1924/28 № 110 «onderlinge duels» 12:30 uur (UTC+1) | Noorwegen                              | 3 – 7 | Zweden                                                                 | Gressbanen, Oslo Toeschouwers: 15.000 Scheidsrechter: Lauritz Andersen (DEN) |
| 23 augustus Noords Kampioenschap 1924/28 № 110 «onderlinge duels» 12:30 uur (UTC+1) | Finn Berstad 3' (34) Herbert Lunde 68' |       | 22', 42', 44', 62' Sven Rydell 30', 89' Per Kaufeldt 71' Algot Haglund | Gressbanen, Oslo Toeschouwers: 15.000 Scheidsrechter: Lauritz Andersen (DEN) |

|                                                                         |                                     |       |                                                                    |                                                                                     |
| 1 november Vriendschappelijk № 109 «onderlinge duels» 14:00 uur (UTC+1) | Polen                               | 2 – 6 | Zweden                                                             | Stadion Cracovii, Krakau Toeschouwers: 6.000 Scheidsrechter: František Cejnar (CZE) |
| 1 november Vriendschappelijk № 109 «onderlinge duels» 14:00 uur (UTC+1) | Leon Sperling 23' Wacław Kuchar 62' |       | 7', 9' Albin Dahl 25', 28', 30' Filip Johansson 40' Gunnar Rydberg | Stadion Cracovii, Krakau Toeschouwers: 6.000 Scheidsrechter: František Cejnar (CZE) |

### 1926
|                                                                                |                                       |       |                                       |                                                                                          |
| 9 juni Noords Kampioenschap 1924/28 № 110 «onderlinge duels» 19:15 uur (UTC+1) | Zweden                                | 3 – 2 | Noorwegen                             | Olympisch Stadion, Stockholm Toeschouwers: 13.500 Scheidsrechter: František Cejnar (TCH) |
| 9 juni Noords Kampioenschap 1924/28 № 110 «onderlinge duels» 19:15 uur (UTC+1) | Per Kaufeldt 31' Sven Rydell 60', 69' |       | 19' Arne Andersen 26' Einar Gundersen | Olympisch Stadion, Stockholm Toeschouwers: 13.500 Scheidsrechter: František Cejnar (TCH) |

|                                                                      |                                         |       |                     |                                                                                          |
| 13 juni Vriendschappelijk № 111 «onderlinge duels» 14:00 uur (UTC+1) | Zweden                                  | 2 – 2 | Tsjecho-Slowakije   | Olympisch Stadion, Stockholm Toeschouwers: 15.000 Scheidsrechter: Lauritz Andersen (DEN) |
| 13 juni Vriendschappelijk № 111 «onderlinge duels» 14:00 uur (UTC+1) | Per Kaufeldt 75' Karl Erik Holmberg 89' |       | 49', 77' Otto Novák | Olympisch Stadion, Stockholm Toeschouwers: 15.000 Scheidsrechter: Lauritz Andersen (DEN) |

|                                                                      |                           |       |                                           |                                                                              |
| 20 juni Vriendschappelijk № 112 «onderlinge duels» 16:00 uur (UTC+1) | Duitsland                 | 3 – 3 | Zweden                                    | Zabo, Neurenberg Toeschouwers: 25.000 Scheidsrechter: Lauritz Andersen (DEN) |
| 20 juni Vriendschappelijk № 112 «onderlinge duels» 16:00 uur (UTC+1) | Otto Harder 21', 35', 43' |       | 26', 82' Albin Hallbäck 34' Gunnar Olsson | Zabo, Neurenberg Toeschouwers: 25.000 Scheidsrechter: Lauritz Andersen (DEN) |

|                                                                     |                                                                  |       |                                            |                                                                                       |
| 3 juli Vriendschappelijk № 113 «onderlinge duels» 17:30 uur (UTC+1) | Tsjecho-Slowakije                                                | 4 – 2 | Zweden                                     | Stadion Sparty na Letné, Praag Toeschouwers: 17.000 Scheidsrechter: Eugen Braun (AUT) |
| 3 juli Vriendschappelijk № 113 «onderlinge duels» 17:30 uur (UTC+1) | Jiří Mareš 19' Josef Jelínek 25' Otto Novák 54' Karel Meduna 64' |       | 44' Karl Erik Holmberg 87' Filip Johansson | Stadion Sparty na Letné, Praag Toeschouwers: 17.000 Scheidsrechter: Eugen Braun (AUT) |

|                                                                      |                                                                                        |       |                                                                |                                                                                       |
| 18 juli Vriendschappelijk № 114 «onderlinge duels» 14:00 uur (UTC+1) | Italië                                                                                 | 5 – 3 | Zweden                                                         | Olympisch Stadion, Stockholm Toeschouwers: 12.000 Scheidsrechter: Sophus Hansen (DEN) |
| 18 juli Vriendschappelijk № 114 «onderlinge duels» 14:00 uur (UTC+1) | Gunnar Rydberg 2' Karl Erik Holmberg 5' Knut Kroon 21' Filip Johansson 64', 89' (pen.) |       | 32' Virgilio Levratto 76' Luigi Cevenini 85' Virgilio Levratto | Olympisch Stadion, Stockholm Toeschouwers: 12.000 Scheidsrechter: Sophus Hansen (DEN) |

|                                                                      |                                                                                         |       |                  |                                                                                 |
| 20 juli Vriendschappelijk № 115 «onderlinge duels» 18:30 uur (UTC+2) | Letland                                                                                 | 4 – 1 | Zweden           | ASK stadions, Riga Toeschouwers: 5.000 Scheidsrechter: Alexander McKibbin (EST) |
| 20 juli Vriendschappelijk № 115 «onderlinge duels» 18:30 uur (UTC+2) | Kurts Strazdiņš 6' Alberts Šeibelis 41' (pen.) Arnolds Tauriņš 47' Arkādijs Pavlovs 66' |       | 3' Axel Hedström | ASK stadions, Riga Toeschouwers: 5.000 Scheidsrechter: Alexander McKibbin (EST) |

|                                                                      |                     |       | |                                                                                    |
| 23 juli Vriendschappelijk № 116 «onderlinge duels» 19:00 uur (UTC+2) | Estland             | 1 – 7 | Zweden | Kadriorustadion, Tallinn Toeschouwers: 5.000 Scheidsrechter: Gustavs Krūmiņš (LVA) |
| 23 juli Vriendschappelijk № 116 «onderlinge duels» 19:00 uur (UTC+2) | Helmuth Räästas 81' |       | 1' John Kling 3' Axel Hedström 17' John Kling 31' Axel Hedström 33' Ernst Lööf 68' Ernst Lööf 73' John Kling | Kadriorustadion, Tallinn Toeschouwers: 5.000 Scheidsrechter: Gustavs Krūmiņš (LVA) |

|                                                                      |                                    |       |                                          |                                                                                     |
| 26 juli Vriendschappelijk № 117 «onderlinge duels» 18:15 uur (UTC+2) | Finland                            | 2 – 3 | Zweden                                   | Töölön Pallokenttä, Helsinki Toeschouwers: 4.000 Scheidsrechter: Peco Bauwens (GER) |
| 26 juli Vriendschappelijk № 117 «onderlinge duels» 18:15 uur (UTC+2) | William Kanerva 5' Sulo Saario 28' |       | 62', 82' Axel Hedström 84' John Sundberg | Töölön Pallokenttä, Helsinki Toeschouwers: 4.000 Scheidsrechter: Peco Bauwens (GER) |

|                                                                        |                                         |       |                  |                                                                                          |
| 3 oktober Vriendschappelijk № 118 «onderlinge duels» 14:00 uur (UTC+1) | Zweden                                  | 3 – 1 | Polen            | Olympisch Stadion, Stockholm Toeschouwers: 17.000 Scheidsrechter: Ragnvald Smedvik (NOR) |
| 3 oktober Vriendschappelijk № 118 «onderlinge duels» 14:00 uur (UTC+1) | Gunnar Rydberg 30', 31' Tore Keller 43' |       | 54' Józef Adamek | Olympisch Stadion, Stockholm Toeschouwers: 17.000 Scheidsrechter: Ragnvald Smedvik (NOR) |

|                                                                                   |                                             |       |        |                                                                                           |
| 3 oktober Noords Kampioenschap 1924/28 № 119 «onderlinge duels» 13:30 uur (UTC+1) | Denemarken                                  | 2 – 0 | Zweden | Københavns Idrætspark, Kopenhagen Toeschouwers: 26.000 Scheidsrechter: Peco Bauwens (GER) |
| 3 oktober Noords Kampioenschap 1924/28 № 119 «onderlinge duels» 13:30 uur (UTC+1) | Harry Bendixen 41' (pen.) Michael Rohde 70' |       |        | Københavns Idrætspark, Kopenhagen Toeschouwers: 26.000 Scheidsrechter: Peco Bauwens (GER) |

|                                                                         |                                                          |       |                    |                                                                                  |
| 7 november Vriendschappelijk № 120 «onderlinge duels» 14:30 uur (UTC+1) | Oostenrijk                                               | 3 – 1 | Zweden             | Hohe Wartestadion, Wenen Toeschouwers: 38.000 Scheidsrechter: Peco Bauwens (GER) |
| 7 november Vriendschappelijk № 120 «onderlinge duels» 14:30 uur (UTC+1) | Johann Horvath 1' Johann Klima 44' Matthias Sindelar 83' |       | 14' Gunnar Rydberg | Hohe Wartestadion, Wenen Toeschouwers: 38.000 Scheidsrechter: Peco Bauwens (GER) |

|                                                                          |                                                   |       |                      |                                                                            |
| 14 november Vriendschappelijk № 121 «onderlinge duels» 14:00 uur (UTC+1) | Hongarije                                         | 3 – 1 | Zweden               | Üllői Út, Boedapest Toeschouwers: 26.000 Scheidsrechter: Eugen Braun (AUT) |
| 14 november Vriendschappelijk № 121 «onderlinge duels» 14:00 uur (UTC+1) | József Braun 4' Zoltán Opata 30' Vilmos Kohut 67' |       | 85' Torsten Svensson | Üllői Út, Boedapest Toeschouwers: 26.000 Scheidsrechter: Eugen Braun (AUT) |

### 1927
|                                                                    |                                       |       |                 |                                                                            |
| 3 april Vriendschappelijk № 122 «onderlinge duels» 15:00 uur (UTC) | België                                | 2 – 1 | Zweden          | Dudenpark, Vorst Toeschouwers: 17.000 Scheidsrechter: Willem Eijmers (NED) |
| 3 april Vriendschappelijk № 122 «onderlinge duels» 15:00 uur (UTC) | Raymond Braine 6' Ferdinand Adams 50' |       | 46' Sven Rydell | Dudenpark, Vorst Toeschouwers: 17.000 Scheidsrechter: Willem Eijmers (NED) |

|                                                                     | |        |         |                                                                                      |
| 29 mei Vriendschappelijk № 123 «onderlinge duels» 14:30 uur (UTC+1) | Zweden | 12 – 0 | Letland | Olympisch Stadion, Stockholm Toeschouwers: 19.000 Scheidsrechter: Peco Bauwens (GER) |
| 29 mei Vriendschappelijk № 123 «onderlinge duels» 14:30 uur (UTC+1) | Albin Hallbäck 9', 30', 31', 44', 77', 84' Sven Rydell 11', 65', 85' Torsten Johansson 40' Per Kaufeldt 48' Knut Andersson 80' |        |         | Olympisch Stadion, Stockholm Toeschouwers: 19.000 Scheidsrechter: Peco Bauwens (GER) |

|                                                                      |                                                                                   |       |                        |                                                                                          |
| 12 juni Vriendschappelijk № 124 «onderlinge duels» 13:15 uur (UTC+1) | Zweden                                                                            | 6 – 2 | Finland                | Olympisch Stadion, Stockholm Toeschouwers: 17.000 Scheidsrechter: Ragnvald Smedvik (NOR) |
| 12 juni Vriendschappelijk № 124 «onderlinge duels» 13:15 uur (UTC+1) | Albin Hallbäck 24', 88' Per Kaufeldt 33' Bertil Johansson 71', 85' Harry Dahl 79' |       | 73', 87' Gunnar Åström | Olympisch Stadion, Stockholm Toeschouwers: 17.000 Scheidsrechter: Ragnvald Smedvik (NOR) |

|                                                                                 |        |       |            |                                                                                       |
| 19 juni Noords Kampioenschap 1924/28 № 125 «onderlinge duels» 14:00 uur (UTC+1) | Zweden | 0 – 0 | Denemarken | Olympisch Stadion, Stockholm Toeschouwers: 20.000 Scheidsrechter: John Langenus (BEL) |
| 19 juni Noords Kampioenschap 1924/28 № 125 «onderlinge duels» 14:00 uur (UTC+1) |        |       |            | Olympisch Stadion, Stockholm Toeschouwers: 20.000 Scheidsrechter: John Langenus (BEL) |

|                                                                                 |                                          |       |                                                  |                                                                        |
| 26 juni Noords Kampioenschap 1924/28 № 126 «onderlinge duels» 13:00 uur (UTC+1) | Noorwegen                                | 3 – 5 | Zweden                                           | Gressbanen, Oslo Toeschouwers: 10.000 Scheidsrechter: Otto Remke (DEN) |
| 26 juni Noords Kampioenschap 1924/28 № 126 «onderlinge duels» 13:00 uur (UTC+1) | Finn Berstad 5' (80) Einar Gundersen 89' |       | 18', 23', 65' Sven Rydell 38', 68' Albert Olsson | Gressbanen, Oslo Toeschouwers: 10.000 Scheidsrechter: Otto Remke (DEN) |

|                                                                     |                                                |       |                   |                                                                                             |
| 1 juli Vriendschappelijk № 127 «onderlinge duels» 19:00 uur (UTC+1) | Zweden                                         | 3 – 1 | Estland           | Norrköpings Idrottspark, Norrköping Toeschouwers: 5.134 Scheidsrechter: Sophus Hansen (DEN) |
| 1 juli Vriendschappelijk № 127 «onderlinge duels» 19:00 uur (UTC+1) | Tore Keller 2' Tore Keller 25' Tore Keller 79' |       | 69' Heinrich Paal | Norrköpings Idrottspark, Norrköping Toeschouwers: 5.134 Scheidsrechter: Sophus Hansen (DEN) |

|                                                                          | |       |        |                                                                                       |
| 4 september Vriendschappelijk № 128 «onderlinge duels» 14:00 uur (UTC+1) | Zweden                                                                                                   | 7 – 0 | België | Olympisch Stadion, Stockholm Toeschouwers: 18.558 Scheidsrechter: Sophus Hansen (DEN) |
| 4 september Vriendschappelijk № 128 «onderlinge duels» 14:00 uur (UTC+1) | Knut Kroon 27', 81' Per Kaufeldt 43', 80' Charles Brommesson 50' John Persson 71' Karl Erik Holmberg 82' |       |        | Olympisch Stadion, Stockholm Toeschouwers: 18.558 Scheidsrechter: Sophus Hansen (DEN) |

|                                                                         |                                             |       |                                |                                                                           |
| 6 november Vriendschappelijk № 129 «onderlinge duels» 14:30 uur (UTC+1) | Zwitserland                                 | 2 – 2 | Zweden                         | Letzigrund, Zürich Toeschouwers: 17.840 Scheidsrechter: Eugen Braun (AUT) |
| 6 november Vriendschappelijk № 129 «onderlinge duels» 14:30 uur (UTC+1) | Rudolf Ramseyer 20' (pen.) Max Abegglen 26' |       | 21' Sven Rydell 33' Knut Kroon | Letzigrund, Zürich Toeschouwers: 17.840 Scheidsrechter: Eugen Braun (AUT) |

|                                                                            |                 |       |        |                                                                                                  |
| 13 november Vriendschappelijk № 130 «onderlinge duels» 14:00 uur (UTC+:20) | Nederland       | 1 – 0 | Zweden | Het Nederlandsch Sportpark, Amsterdam Toeschouwers: 30.000 Scheidsrechter: Harry Kingscott (END) |
| 13 november Vriendschappelijk № 130 «onderlinge duels» 14:00 uur (UTC+:20) | Leo Ghering 85' |       |        | Het Nederlandsch Sportpark, Amsterdam Toeschouwers: 30.000 Scheidsrechter: Harry Kingscott (END) |

### 1928
|                                                                                |                                                                            |       |                     |                                                                                    |
| 7 juni Noords Kampioenschap 1924/28 № 131 «onderlinge duels» 19:15 uur (UTC+1) | Zweden                                                                     | 6 – 1 | Noorwegen           | Olympisch Stadion, Stockholm Toeschouwers: 19.000 Scheidsrechter: Otto Remke (DEN) |
| 7 juni Noords Kampioenschap 1924/28 № 131 «onderlinge duels» 19:15 uur (UTC+1) | Tore Keller 15' Harry Lundahl 22', 57' Knut Kroon 28', 76' Tore Keller 70' |       | 54' Johnny Helgesen | Olympisch Stadion, Stockholm Toeschouwers: 19.000 Scheidsrechter: Otto Remke (DEN) |

|                                                                     |                                            |       |                   |                                                                                               |
| 1 juli Vriendschappelijk № 132 «onderlinge duels» 18:30 uur (UTC+1) | Polen                                      | 2 – 1 | Zweden            | Stadion van 1. FC Kattowitz, Katowice Toeschouwers: 17.000 Scheidsrechter: Peco Bauwens (GER) |
| 1 juli Vriendschappelijk № 132 «onderlinge duels» 18:30 uur (UTC+1) | Wawrzyniec Staliński 25' Wacław Kuchar 70' |       | 10' Einar Persson | Stadion van 1. FC Kattowitz, Katowice Toeschouwers: 17.000 Scheidsrechter: Peco Bauwens (GER) |

|                                                                     |         |                                                |        |                                                                              |
| 6 juli Vriendschappelijk № 133 «onderlinge duels» 19:00 uur (UTC+2) | Letland | 0 – 4                                          | Zweden | SB stadions, Riga Toeschouwers: 4.000 Scheidsrechter: Ernst Thomaschky (GER) |
| 6 juli Vriendschappelijk № 133 «onderlinge duels» 19:00 uur (UTC+2) |         | 14', 17', 35' Ernst Lööf 25' Bertil Pettersson |        | SB stadions, Riga Toeschouwers: 4.000 Scheidsrechter: Ernst Thomaschky (GER) |

|                                                                     |         |                       |        |                                                                                |
| 9 juli Vriendschappelijk № 134 «onderlinge duels» 19:00 uur (UTC+2) | Estland | 0 – 1                 | Zweden | Kadriorustadion, Tallinn Toeschouwers: 4.500 Scheidsrechter: Matti Aalto (FIN) |
| 9 juli Vriendschappelijk № 134 «onderlinge duels» 19:00 uur (UTC+2) |         | 81' Bertil Pettersson |        | Kadriorustadion, Tallinn Toeschouwers: 4.500 Scheidsrechter: Matti Aalto (FIN) |

|                                                                      |                        |       |                                                        |                                                                                          |
| 29 juli Vriendschappelijk № 135 «onderlinge duels» 14:00 uur (UTC+1) | Zweden                 | 2 – 3 | Oostenrijk                                             | Olympisch Stadion, Stockholm Toeschouwers: 17.000 Scheidsrechter: Lauritz Andersen (DEN) |
| 29 juli Vriendschappelijk № 135 «onderlinge duels» 14:00 uur (UTC+1) | Harry Lundahl 17', 22' |       | 25' Fritz Gschweidl 35' Josef Smistik 71' Rudolf Seidl | Olympisch Stadion, Stockholm Toeschouwers: 17.000 Scheidsrechter: Lauritz Andersen (DEN) |

|                                                                          |                                       |       |                                           |                                                                                             |
| 2 september Vriendschappelijk № 136 «onderlinge duels» 13:00 uur (UTC+2) | Finland                               | 2 – 3 | Zweden                                    | Töölön Pallokenttä, Helsinki Toeschouwers: 5.000 Scheidsrechter: Karl August Andersen (NOR) |
| 2 september Vriendschappelijk № 136 «onderlinge duels» 13:00 uur (UTC+2) | Jarl Malmgren 60' William Kanerva 77' |       | 3' Erik Bergström 8', 79' Helge Andersson | Töölön Pallokenttä, Helsinki Toeschouwers: 5.000 Scheidsrechter: Karl August Andersen (NOR) |

|                                                                           |                                            |       |           |                                                                                       |
| 30 september Vriendschappelijk № 137 «onderlinge duels» 14:00 uur (UTC+1) | Zweden                                     | 2 – 0 | Duitsland | Olympisch Stadion, Stockholm Toeschouwers: 20.000 Scheidsrechter: Sophus Hansen (DEN) |
| 30 september Vriendschappelijk № 137 «onderlinge duels» 14:00 uur (UTC+1) | Harry Lundahl 44' (pen.) Gunnar Olsson 89' |       |           | Olympisch Stadion, Stockholm Toeschouwers: 20.000 Scheidsrechter: Sophus Hansen (DEN) |

|                                                                                   |                                                       |       |                 |                                                                                             |
| 7 oktober Noords Kampioenschap 1924/28 № 138 «onderlinge duels» 13:30 uur (UTC+1) | Denemarken                                            | 3 – 1 | Zweden          | Københavns Idrætspark, Kopenhagen Toeschouwers: 27.500 Scheidsrechter: Fritz Spranger (GER) |
| 7 oktober Noords Kampioenschap 1924/28 № 138 «onderlinge duels» 13:30 uur (UTC+1) | Michael Rohde 6' Pauli Jørgensen 8' Ernst Nilsson 31' |       | 32' Sven Rydell | Københavns Idrætspark, Kopenhagen Toeschouwers: 27.500 Scheidsrechter: Fritz Spranger (GER) |

### 1929
|                                                                     |                                                                                |       |                       |                                                                                    |
| 9 juni Vriendschappelijk № 139 «onderlinge duels» 14:00 uur (UTC+1) | Zweden                                                                         | 6 – 2 | Nederland             | Olympisch Stadion, Stockholm Toeschouwers: 17.000 Scheidsrechter: Otto Remke (DEN) |
| 9 juni Vriendschappelijk № 139 «onderlinge duels» 14:00 uur (UTC+1) | Albin Dahl 11' Sven Rydell 17', 70', 77' Cor Kools 74' (e.d.) John Nilsson 84' |       | 74', 80' Felix Smeets | Olympisch Stadion, Stockholm Toeschouwers: 17.000 Scheidsrechter: Otto Remke (DEN) |

|                                                                                 |                                                 |       |                   |                                                                                            |
| 14 juni Noords Kampioenschap 1929/32 № 140 «onderlinge duels» 19:15 uur (UTC+1) | Zweden                                          | 3 – 1 | Finland           | Olympisch Stadion, Stockholm Toeschouwers: 16.982 Scheidsrechter: Fredrik Schieldrop (NOR) |
| 14 juni Noords Kampioenschap 1929/32 № 140 «onderlinge duels» 19:15 uur (UTC+1) | Harry Lundahl 38' (pen.) Karl Erik Holmberg 76' |       | 75' Aulis Koponen | Olympisch Stadion, Stockholm Toeschouwers: 16.982 Scheidsrechter: Fredrik Schieldrop (NOR) |

|                                                                                 |                                                 |       |                                  |                                                                                     |
| 16 juni Noords Kampioenschap 1929/32 № 141 «onderlinge duels» 13:00 uur (UTC+1) | Zweden                                          | 3 – 2 | Denemarken                       | Slottsskogsvallen, Göteborg Toeschouwers: 20.553 Scheidsrechter: Peco Bauwens (GER) |
| 16 juni Noords Kampioenschap 1929/32 № 141 «onderlinge duels» 13:00 uur (UTC+1) | John Nilsson 9' Per Kaufeldt 31' Knut Kroon 49' |       | 63' Einar Larsen 65' Kaj Uldaler | Slottsskogsvallen, Göteborg Toeschouwers: 20.553 Scheidsrechter: Peco Bauwens (GER) |

|                                                                      |                               |       |        |                                                                                      |
| 23 juni Vriendschappelijk № 142 «onderlinge duels» 17:00 uur (UTC+1) | Duitsland                     | 3 – 0 | Zweden | Müngersdorfer Stadion, Keulen Toeschouwers: 52.000 Scheidsrechter: Eugen Braun (AUT) |
| 23 juni Vriendschappelijk № 142 «onderlinge duels» 17:00 uur (UTC+1) | Richard Hofmann 27', 65', 85' |       |        | Müngersdorfer Stadion, Keulen Toeschouwers: 52.000 Scheidsrechter: Eugen Braun (AUT) |

|                                                                     |                                                                          |       |                         |                                                                                           |
| 7 juli Vriendschappelijk № 143 «onderlinge duels» 18:00 uur (UTC+1) | Zweden                                                                   | 4 – 1 | Estland                 | Landskrona Idrottsplats, Landskrona Toeschouwers: 10.000 Scheidsrechter: Otto Remke (DEN) |
| 7 juli Vriendschappelijk № 143 «onderlinge duels» 18:00 uur (UTC+1) | Harry Lundahl 13' Knut Kroon 19' Harry Lundahl 65' Harry Dahl 79' (pen.) |       | 88' Karl-Richard Idlane | Landskrona Idrottsplats, Landskrona Toeschouwers: 10.000 Scheidsrechter: Otto Remke (DEN) |

|                                                                      | |        |         |                                                                                |
| 28 juli Vriendschappelijk № 144 «onderlinge duels» 18:00 uur (UTC+1) | Zweden | 10 – 0 | Letland | Malmö Idrottsplats, Malmö Toeschouwers: 8.944 Scheidsrechter: Otto Remke (DEN) |
| 28 juli Vriendschappelijk № 144 «onderlinge duels» 18:00 uur (UTC+1) | Albin Dahl 10', 67' Sven Rydell 13' Knut Kroon 15', 63' Rupert Andersson 46', 77', 87' Henning Helgesson 62' John Nilsson 83' |        |         | Malmö Idrottsplats, Malmö Toeschouwers: 8.944 Scheidsrechter: Otto Remke (DEN) |

|                                                                                      |                                    |       |                |                                                                                   |
| 29 september Noords Kampioenschap 1929/32 № 145 «onderlinge duels» 13:00 uur (UTC+1) | Noorwegen                          | 2 – 1 | Zweden         | Ullevaalstadion, Oslo Toeschouwers: 24.200 Scheidsrechter: Lauritz Andersen (DEN) |
| 29 september Noords Kampioenschap 1929/32 № 145 «onderlinge duels» 13:00 uur (UTC+1) | Jørgen Juve 21' Olav Gundersen 66' |       | 33' Knut Kroon | Ullevaalstadion, Oslo Toeschouwers: 24.200 Scheidsrechter: Lauritz Andersen (DEN) |

België · Bulgarije · Denemarken · Duitsland · Engeland · Estland · Finland · Frankrijk · Griekenland · Hongarije · Ierland · Italië · Joegoslavië · Letland · Litouwen · Luxemburg · Nederland · Noord-Ierland · Noorwegen · Oostenrijk · Polen · Portugal · Roemenië · Schotland · Sovjet-Unie · Spanje · Tsjecho-Slowakije · Turkije · Wales · Zweden · Zwitserland
SvFF · A-internationals · Selecties · Bondscoaches · Zweeds vrouwenelftal · Olympisch elftal · Zweden U21 · Zweden U20 · Zweden U19 · Zweden U18 · Zweden U17 · Zweden U16 · Vrouwen U17
1908 – 1919 ·
1920 – 1929 ·
1930 – 1939 ·
1940 – 1949 ·
1950 – 1959 ·
1960 – 1969 ·
1970 – 1979 ·
1980 – 1989 ·
1990 – 1999 ·
2000 – 2009 ·
2010 – 2019 ·
2020 − 2029
EK 1960 · 
EK 1964 · 
EK 1968 · 
EK 1972 · 
EK 1976 · 
EK 1980 · 
EK 1984 · 
EK 1988 · 
EK 1992 ·
EK 1996 · 
EK 2000 ·
EK 2004 ·
EK 2008 ·
EK 2012 · 
EK 2016 · 
EK 2020
WK 1930 · 
WK 1934 ·
WK 1938 ·
WK 1950 ·
WK 1954 · 
WK 1958 ·
WK 1962 · 
WK 1966 · 
WK 1970 ·
WK 1974 ·
WK 1978 ·
WK 1982 · 
WK 1986 · 
WK 1990 ·
WK 1994 ·
WK 1998 · 
WK 2002 ·
WK 2006 ·
WK 2010 · 
WK 2014 · 
WK 2018
OS 1908 · 
OS 1912 · 
OS 1920 · 
OS 1924 · 
OS 1928 · 
OS 1932 · 
OS 1936 · 
OS 1948 · 
OS 1952 · 
OS 1956 · 
OS 1964 · 
OS 1968 · 
OS 1972 · 
OS 1976 · 
OS 1980 · 
OS 1984 · 
OS 1988 · 
OS 1992 · 
OS 1996 · 
OS 2000 · 
OS 2004 · 
OS 2008 · 
OS 2012 · 
OS 2016
1908 · 
1909 · 
1910 · 
1911 · 
1912 · 
1913 · 
1914 · 
1915 · 
1916 · 
1917 · 
1918 · 
1919 · 
1920 · 
1921 · 
1922 · 
1923 · 
1924 · 
1925 · 
1926 · 
1927 · 
1928 · 
1929 · 
1930 · 
1931 · 
1932 · 
1933 · 
1934 · 
1935 · 
1936 · 
1937 · 
1938 · 
1939 · 
1940 ·
1941 ·
1942 ·
1943 ·
1944  ·
1945 · 
1946 · 
1947 · 
1948 · 
1949 · 
1950 · 
1952 · 
1952 · 
1953 · 
1954 · 
1955 · 
1956 · 
1957 · 
1958 · 
1959 ·
1960 · 
1961 · 
1962 · 
1963 · 
1964 · 
1965 · 
1966 · 
1967 · 
1968 · 
1969 ·
1970 · 
1971 · 
1972 · 
1973 · 
1974 · 
1975 · 
1976 · 
1977 · 
1978 · 
1979 ·
1980 · 
1981 · 
1982 · 
1983 · 
1984 · 
1985 · 
1986 · 
1987 · 
1988 · 
1989 · 
1990 · 
1991 · 
1992 · 
1993 · 
1994 · 
1995 · 
1996 · 
1997 · 
1998 · 
1999 · 
2000 · 
2001 · 
2002 · 
2003 · 
2004 · 
2005 · 
2006 · 
2007 · 
2008 · 
2009 · 
2010 · 
2011 · 
2012 · 
2013 · 
2014 · 
2015 · 
2016 · 
2017 · 
2018 ·
2019 ·
2020 ·
2021
Albanië ·
Algerije ·
Argentinië ·
Armenië ·
Australië ·
Azerbeidzjan ·
Bahrein ·
Barbados ·
België ·
Bosnië en Herzegovina ·
Botswana ·
Brazilië ·
Bulgarije ·
Chili ·
China ·
Colombia ·
Costa Rica ·
Cuba ·
Cyprus ·
DDR ·
Denemarken ·
Duitsland ·
Ecuador ·
Egypte ·
Engeland ·
Estland ·
Faeröer ·
Finland ·
Frankrijk ·
Georgië ·
Griekenland ·
Hongarije ·
Ierland ·
IJsland ·
Iran ·
Israël ·
Italië ·
Ivoorkust ·
Jamaica ·
Japan ·
Joegoslavië ·
Jordanië ·
Kameroen ·
Kazachstan ·
Kosovo ·
Kroatië ·
Letland ·
Liechtenstein ·
Litouwen ·
Luxemburg ·
Maleisië ·
Malta ·
Mexico ·
Moldavië ·
Montenegro ·
Nederland ·
Nieuw-Zeeland ·
Nigeria ·
Noord-Ierland ·
Noord-Korea ·
Noord-Macedonië ·
Noorwegen ·
Oekraïne ·
Oezbekistan ·
Oman ·
Oostenrijk ·
Paraguay ·
Peru ·
Polen ·
Portugal ·
Qatar ·
Roemenië ·
Rusland ·
San Marino ·
Saoedi-Arabië ·
Schotland ·
Senegal ·
Servië ·
Singapore ·
Slovenië ·
Slowakije ·
Sovjet-Unie ·
Spanje ·
Syrië ·
Thailand ·
Trinidad en Tobago ·
Tsjechië ·
Tsjecho-Slowakije ·
Tunesië ·
Turkije ·
Uruguay ·
Venezuela ·
Verenigde Arabische Emiraten ·
Verenigde Staten ·
Verenigd Koninkrijk ·
Wales ·
Wit-Rusland ·
Zuid-Afrika ·
Zuid-Korea ·
Zwitserland
Brazilië (1958) ·
Duitsland (2006) ·
Duitsland (2018) ·
Engeland (2006) ·
Engeland (2012) ·
Engeland (2018) ·
Frankrijk (2012) ·
Griekenland (2008) ·
Ierland (2016) ·
Italië (2016) ·
Mexico (2018) ·
Oekraïne (2012) ·
Oekraïne (2021) ·
Paraguay (2006) ·
Polen (2021) ·
Rusland (2008) ·
Slowakije (2021) ·
Spanje (2008) ·
Spanje (2021) ·
Trinidad en Tobago (2006) ·
Zuid-Korea (2018) ·
Zwitserland (2018)